# Трент Александър-Арнолд
Трент Александър-Арнолд (на англ. Trent Alexander-Arnold, р. на 7 октомври 1998 г. в Ливърпул) е английски футболист, който играе като защитник или полузащитник за испанския „Реал Мадрид“. Считан за един от най-добрите десни бекове в света, той е известен с обхвата си на подавания, центрирания и асистенции, както и с умението си да изпълнява статични положения. Благодарение на тези си качества Александър-Арнолд от време на време е бил използван и като полузащитник както за клуба, така и за националния отбор.

## Постижения

### Клубни
Ливърпул
- Висша лига: 2019/20, 2024/25
- ФА Къп: 2021/22
- Купа на лигата: 2021/22
- Къмюнити шийлд: 2022
- Шампионска лига: 2018/19
- Суперкупа на УЕФА: 2019
- Световно клубно първенство на ФИФА: 2019